# Фискальные марки Омана
Впервые фискальные марки Омана были выпущены в 1930-х годах и продолжают выпускаться по сей день.

## Первый выпуск
Первые фискальные марки, вышедшие ок. 1930 года, представляли собой как минимум пять марок с изображением пальм и с надписью араб. «مدينة مسقط و عمان»‎ «Государство Маската и Омана». Большинство экземпляров марок этого выпуска находятся в частных архивах документов, и лишь немногие из них находятся в руках коллекционеров.

## Второй выпуск
ННа втором выпуске изображен форт Аль-Джалали в Маскате, на нём имеется надпись араб. «سلطنة مسقط وعمان»‎ («Султанат Маскат и Оман») и дата — 1365 год хиджры (1945—1946 год). Марки двух из четырёх номиналов этой серии известны не как выпущенные марки, а только в виде пробных выпусков.

## Третий выпуск
На третьей серии марок трёх номиналов, датированной 1382 годом хиджры (1962—1963 год), также изображён тот же форт Аль-Джалали. Номиналы всех выпусков с первого по третий были указаны в индийских аннах и рупиях.

## Последующие выпуски
В период с 1972 года по 1974 год была выпущена новая серия марок с номиналами в оманских байзах и риалах. На марках этой серии был изображён государственный герб на цветочном фоне и имелись надписи араб. «سلطنة عمان»‎ и англ. «Sultanate of Oman» («Султанат Оман»). Этот выпуск был напечатан типографией Harrison and Sons и состоял из марок четырнадцати номиналов, четыре из которых ещё не были задокументированы. В 1989 году была выпущена аналогичная серия из десяти марок, но герб был на однотонном фоне, а типографией выступила компания BDT International. Примерно в 1998 году были выпущены марки с тем же рисунком с перерисованными надписями, а примерно в 2011 году они были выпущены немного большего размера. Задокументированы марки семи различных номиналов выпуска ок. 1998 года и четырёх номиналов выпуска ок. 2011 года.

## Дофар
Серия из пяти фискальных марок была напечатана типографией Waterlow and Sons для оманского региона Дофар, но неясно, были ли они когда-либо выпущены.

## Сбор за обслуживание пассажиров
В 1980-х годах были выпущены виньетки для оплаты в международном аэропорту Сиб в Маскате с надписью англ. "Seeb International Airport Passenger Service Charge" («Международный аэропорт Сиб. Сбор за обслуживание пассажиров») и на арабском языке.